# Margareta III. Flandrijska
Margareta III. Flandrijska (13. travnja 1350. – 16./21. ožujka 1405.) bila je grofica Flandrije, Artoisa i Burgundije. Bila je i vojvotkinja Burgundije dvaput.
Bila je kći Luja II. Flandrijskog i njegove žene Margarete Brabantske, grofice Flandrije.
Margareta se 1355. udala za Filipa I. Burgundskog, koji je bio i grof Artoisa. Umro je 1361. u dobi od 15 godina te se čini da nije konzumirao brak. Kralj je Ivan II. Francuski smatrao da Burgundija treba pripasti njemu. Ivanov je sin Filip Hrabri oženio Margaretu 1369.

## Djeca
- Ivan II. Burgundski[6]
- Margareta Burgundska, vojvotkinja Bavarske[7][8]
- Luj
- Katarina Burgundska[9]
- Bona
- Marija Burgundska, vojvotkinja Savoje[10]
- Antun Brabantski
- Filip II. od Neversa